# 16947 Вікрент
16947 Вікрент (16947 Wikrent) — астероїд головного поясу, відкритий 21 квітня 1998 року.
Тіссеранів параметр щодо Юпітера — 3,622.